# Kortárs Ötvösművészeti Biennálé
A kortárs magyar ötvösművészet alkotóinak kétévente megrendezett seregszemléje. Szervezője a Magyar Képzőművészek és Iparművészek Szövetsége Ötvös Szakosztálya. Az ötvösművészet különböző fémekkel, hagyományosan a nemesfémekkel arany, ezüst, és drágakövekkel foglalkozik. Ma már bármely fémet, de egyéb anyagokat is megtaláljuk ezen a területen. Ékszerek, dísztárgyak, használati dísztárgyak, kegytárgyak, díszedények kerülnek kiállításra az ötvösséget bemutató tárlaton. A több mint ezeréves múltra visszatekintő iparművészeti ág egyik magyarországi fóruma a Kortárs Ötvösművészeti Biennálé.
Az első Kortárs Ötvösművészeti Biennálét 1992-ben rendezték meg.
A VII. Ötvösművészeti Biennálé 2009. október 1-jétől 21-éig volt látogatható. A kiállítást Fekete György belsőépítész nyitotta meg.
A VII. Ötvösművészeti Biennálé kiállítói: Antal László, B. Laborcz Flóra, Balogh Mihály, Bartha Ágnes, Bicsár Vendel, Bódás Tamás, Bohus Áron, Dávid Attila Norbert, Dobos Gyöngyvér, Egri Zoltán, Fördős László, George Radic, Gombos István, Gyöngy Enikő, Jajesnicza Róbert, Kaintz Regina, Katona Katalin, Király Fanni, Koburger Zsolt, Kopcsányi Ottó, Kótai József, Kovács László - Putu, Kurucz Erzsébet, Kuti Krisztina, Laczák Géza, M. Tóth Krisztina, Majoros Kata, Máté János, Muharos Lajos, Nausch Géza, Nemesi Attila, Oláh Sándor, Prim Zoltán, Rékasy Bálint, Rékasy Levente, Serbakow Tibor, Sisa József, Skripeczky Ákos, Sor Júlia, Szilágyi Erzsébet, Szilágyi Ildikó, ifj. Szlávics László, Takáts Zoltán, Tóth Zoltán, Vincze Zita, Zidarics Ilona.